# Hoštice (ort i Tjeckien, Zlín)
Hoštice är en ort i Tjeckien.   Den ligger i regionen Zlín, i den östra delen av landet, 230 km öster om huvudstaden Prag. Hoštice ligger 302 meter över havet och antalet invånare är 157.
Terrängen runt Hoštice är kuperad åt sydost, men åt nordväst är den platt. Runt Hoštice är det ganska glesbefolkat, med 23 invånare per kvadratkilometer. Närmaste större samhälle är Kroměříž, 15,2 km nordost om Hoštice. Trakten runt Hoštice består till största delen av jordbruksmark.